# فصل برداشت (گیم بوی)
فصل برداشت (گیم بوی) (به انگلیسی: Harvest Moon GB) و (به ژاپنی: 牧場物語GB Bokujou Monogatari GB)، یک بازی ویدئویی در سبک شبیه‌سازی مزرعه است که توسط شرکت ویکتور اینتراکتیو سافتور و ناتسومه طراحی و ساخته شد. این بازی که در سری بازی‌های فصل برداشت قرار دارد، برای نخستین بار در ۱۸ دسامبر ۱۹۹۷ عرضه شد. این بازی، تنها برای کنسول‌های بازی گیم بوی و گیم بوی کالر منتشر شده است.
همانند دیگر بازی‌های این سری، این نسخه از مجموعه نیز از ویژگی‌هایی چون پیرامون فعالیت‌های کشاورزی و کاشت، داشت و برداشت محصولات کشاورزی در مزرعه پرداخته و امکاناتی چون ارتقاء وضعیت زندگی شخصیت، امکان ازدواج و آزاد شدن آیتم‌ها و شخصیت‌های جدید نیز در آن وجود دارد.

## گیم‌پلی
در ابتدای بازی، بازیکن می‌تواند انتخاب کند که به عنوان دختر یا پسر بازی کند و نام شخصیت خود را انتخاب نماید. داستان با این صحنه آغاز می‌شود که پدربزرگ فوت شده بازیکن به عنوان روح ظاهر می‌شود و از او می‌خواهد مزرعه او را مراقبت کند. پدربزرگ از بازیکن می‌خواهد به عنوان استاد مزرعه‌داری جانشین او شود و قول می‌دهد در پایان هر زمستان پیشرفت بازیکن را بررسی کند. بازیکن باید با کشت و فروش محصولات و پرورش دام، مزرعه را توسعه دهد تا به این هدف برسد. اگر مزرعه معیارهای پدربزرگ را داشته باشد، بازیکن ابزارهای اضافی دریافت می‌کند و در غیر این‌صورت بازی به پایان می‌رسد.
محصولات کشاورزی
محصولات اصلی‌ترین منبع درآمد در بازی هستند. بذرهای مختلف در فصل‌های متفاوت قابل کشت هستند و بذرهایی که خارج از فصل کاشته شوند رشد نمی‌کنند. پس از کاشت، بذرها باید هر روز آبیاری شوند تا آماده برداشت گردند. تمام محصولات برداشت شده (و هر چیز قابل فروش دیگر) را می‌توان در جعبه حمل قرار داد تا فروخته شوند. تقریباً همه محصولات نیاز به کشاورزی فعال و مراقبت دارند، با این حال بازیکن می‌تواند روزانه دو قارچ از زیرزمین مزرعه برداشت کند.
بازیکن می‌تواند بین سگ یا گربه به عنوان حیوان خانگی یکی را انتخاب کند. اگر گربه انتخاب شود، سگ‌های وحشی به مرغ‌ها حمله نمی‌کنند و اگر سگ انتخاب گردد، موش‌های کور محصولات را نابود نمی‌کنند. همچنین بازیکن در اوایل بازی یک اسب دریافت می‌کند که پس از رشد کامل می‌تواند برای کار در مزرعه، سواری و حمل محصولات استفاده شود. دو نوع دام در بازی وجود دارد: گاوها و مرغ‌ها. گاوها می‌توانند شیر تولید کنند که به پنیر و کره تبدیل می‌شود، و مرغ‌ها تخم می‌گذارند. هر دو نوع دام قابلیت تولید مثل دارند: گاوها با استفاده از معجون معجزه (معادل تلقیح مصنوعی) و مرغ‌ها با جوجه‌کشی از تخم‌هایشان.
انواع مختلفی از ابزارها در بازی وجود دارند. در ابتدا ابزارهای قابل دسترس شامل تبر، بیل، چکش، آبپاش (که پس از خرید اولین بذرها به دست می‌آید) و داس می‌شوند. این ابزارها قابل ارتقا به نسخه «سوپر» هستند. بازیکن همچنین می‌تواند پس از رسیدن به هدف پدربزرگ، چوب ماهیگیری، کلنگ و چتر نیز دریافت کند.